# Comitatul Vermilion River, Alberta
Comitatul Vermilion River, din provincia Alberta, Canada este un district municipal, amplasare coordonate 53°20′14″N 110°19′59″W / 53.337222°N 110.333056°V. Districtul se află în Diviziunea de recensământ 10. El se întinde pe suprafața de 5,518.18 km2  și avea în anul 2011 o populație de 7,905 locuitori.
Cities Orașe
- Lloydminster

Towns Localități urbane
- Lloydminster (Alberta portion)

Towns
- Vermilion

Villages Sate
- Dewberry
- Kitscoty
- Marwayne
- Paradise Valley

Summer villages Sate de vacanță
--
Hamlets, cătune
- Blackfoot
- Clandonald
- Islay
- McLaughlin
- Rivercourse
- Streamstown
- Tulliby Lake

Așezări
- Alcurve
- Auburndale
- Borradaile
- Claysmore
- Coop Trailer Park
- Dina
- Earlie
- Grandview Estates
- Greenlawn
- Hazeldine
- Hindville
- Indian Lake Meadows
- Koknee
- Landonville
- Lea Park
- McDonaldville
- Morningold Estates
- Moyerton
- New Lindsay

1. 1 2  Population and dwelling counts, for Canada, provinces and territories, and census subdivisions (municipalities), 2016 and 2011 censuses – 100% data (în engleză), 20 februarie 2019